# Hoplitis acuticornis
Hoplitis acuticornis là một loài Hymenoptera trong họ Megachilidae. Loài này được Dufour & Perris mô tả khoa học năm 1840.